# Daniel and the Sacred Harp
Daniel and the Sacred Harp è una canzone originale composta da Robbie Robertson, contenuta nell’album Stage Fright dei The Band.

## Descrizione
Il brano, in stile country folk, fortemente influenzato dalla musica tradizionale appalachiana, narra le vicende di un uomo che, per ottenere un'arpa sacra, vende la propria anima al Diavolo. La storia presenta delle analogie con la leggenda di Robert Johnson. 
Nel brano, Levon Helm suona occasionalmente la chitarra a 12 corde, mentre Richard Manuel la batteria. Il bassista Rick Danko suona il contrabbasso e il violino, l’organista Garth Hudson utilizza un harmonium e il chitarrista Robbie Robertson suona, oltre alla chitarra elettrica, un autoharp.

## Formazione
- Levon Helm — prima voce solista, chitarra a 12 corde
- Richard Manuel — seconda voce solista, batteria, accompagnamento vocale
- Rick Danko — contrabbasso, violino, accompagnamento vocale
- Garth Hudson — organo a pompa
- Robbie Robertson — chitarra elettrica, autoharp